# La Luna Sangre
La Luna Sangre är en filippinsk TV-serie som sändes på ABS-CBN från 19 juni 2017 till 2 mars 2018 med Kathryn Bernardo och Daniel Padilla i huvudrollerna.

## Rollista (i urval)
- Kathryn Bernardo - Malia O. Rodriguez/Emilio "Miyo" Alcantara/Toni
- Daniel Padilla - Tristan S. Toralba